# Division No 17 (Manitoba)
Pour les articles homonymes, voir Division No 17.
La division No 17 est une des divisions de recensement du Manitoba (Canada).

## Liste des municipalités

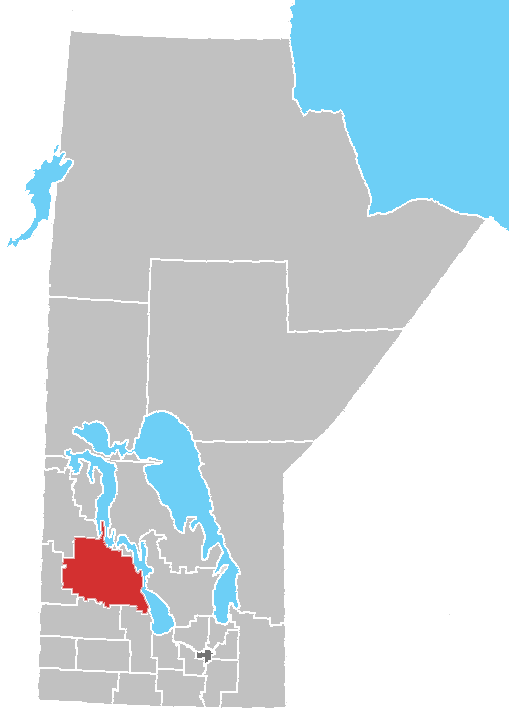
Localisation de la Division No 17

Municipalité rurale
- Alonsa
- Dauphin
- Ethelbert
- Gilbert Plains
- Grandview
- Lawrence
- McCreary
- Mossey River
- Ochre River
- Ste. Rose

Ville (City)
- Dauphin

Ville (Town)
- Gilbert Plains (en)
- Grandview
- Ste. Rose du Lac

Village
- Ethelbert (en)
- McCreary
- Winnipegosis

Territoire non organisé
- Division No. 17, Unorganized

Réserve indienne
- Ebb and Flow 52 (en)